# Algoflon
Algoflon era il marchio commerciale del politetrafluoroetilene (PTFE) prodotto dalla Montecatini. Nell'accezione più comune si intende il polimero del tetrafluoroetilene (al quale vengono aggiunti altri componenti stabilizzanti e fluidificanti per migliorarne le possibilità applicative), ovvero una materia plastica liscia al tatto e resistente alle alte temperature (fino a 200 °C e oltre), usata per ricoprire superfici sottoposte ad alte temperature alle quali si richiede una "antiaderenza" e una buona inerzia chimica. Le padelle da cucina definite "antiaderenti", sono infatti ricoperte all'interno di uno strato di PTFE.
Scoperto e inventato dalla statunitense E.I. Du Pont de Nemours and Company (che detiene attualmente il marchio registrato Teflon), fu diffuso e prodotto in Italia dalla Montecatini che, dal 1954, iniziò appunto a produrlo con il nome commerciale di Algoflon.
Con la nascita del gruppo Montedison (1966), il marchio passò poi a quest'ultimo; nel corso degli anni ottanta la Montedison lo cederà alla controllata Ausimont. Nel 2001 quest'ultima verrà assorbita dalla Solvay, prendendo il nome di Solvay Solexis e poi, nel 2011, di Solvay Specialty Polymers, che attualmente ne detiene il marchio commerciale.